# Déjà vu (Negrita)
Déjà vu è una raccolta del gruppo musicale italiano Negrita, pubblicata il 17 settembre 2013 dalla Universal Music Group.

## Descrizione
Si tratta di una raccolta dei migliori brani della band toscana rivisitati e riarrangiati in chiave semi-acustica, e contenente anche due brani inediti, ossia La tua canzone e Anima lieve.

## Tracce
CD 1
1. La tua canzone (Semi-Acoustic)
2. L'uomo sogna di volare (Semi-Acoustic)
3. Rotolando verso sud (Semi-Acoustic)
4. Il libro in una mano, la bomba nell'altra (Semi-Acoustic)
5. Radio Conga (Semi-Acoustic)
6. Hemingway (Semi-Acoustic)
7. Luna (Semi-Acoustic)
8. Un giorno di ordinaria magia (Semi-Acoustic)
9. Sale (Semi-Acoustic)
10. E sia splendido (Semi-Acoustic)
11. Magnolia (Semi-Acoustic)
12. Gioia infinita (Semi-Acoustic)
13. La tua canzone (Radio Version)

CD 2
1. Anima lieve (Semi-Acoustic)
2. Vai, ragazzo vai (Semi-Acoustic)
3. Cambio (Semi-Acoustic)
4. Bum bum bum (Semi-Acoustic)
5. Ho imparato a sognare (Semi-Acoustic)
6. Brucerò per te (Semi-Acoustic)
7. In ogni atomo (Semi-Acoustic)
8. Bonanza (Semi-Acoustic)
9. Che rumore fa la felicità? (Semi-Acoustic)
10. Tutto bene (Semi-Acoustic)
11. Dannato vivere (Semi-Acoustic)
12. Mama maé (Semi-Acoustic)
13. Lontani dal mondo (Semi-Acoustic)

## Formazione
Gruppo
- Paolo Bruni – voce, chitarra, armonica, basso, campionatore, percussioni, cori
- Enrico Salvi – voce, chitarra, cori
- Cesare Petricich – chitarra, cori
- Guglielmo Ridolfo Gagliano – tastiera, basso, violoncello, campionatore, pianoforte, cori
- Cristiano Dalla Pellegrina – batteria, basso, cori

Altri musicisti
- Fabrizio Barbacci – chitarra elettrica (in La tua canzone)
- Gabriele Giovannini – basso (in La tua canzone)